# Nephrotoma praecipua
Nephrotoma praecipua är en tvåvingeart som beskrevs av Alexander 1960. Nephrotoma praecipua ingår i släktet Nephrotoma och familjen storharkrankar.
Artens utbredningsområde är Madagaskar. Inga underarter finns listade i Catalogue of Life.